# 紀元前789年
紀元前789年（きげんぜん789ねん）は、西暦による年。

## 他の紀年法
- 干支 : 壬子
- 中国
  - 周 - 宣王39年
  - 魯 - 孝公18年
  - 斉 - 荘公贖6年
  - 晋 - 穆侯23年
  - 秦 - 荘公33年
  - 楚 - 若敖2年
  - 宋 - 戴公11年
  - 衛 - 武公24年
  - 陳 - 武公7年
  - 蔡 - 釐侯21年
  - 曹 - 恵伯7年
  - 鄭 - 桓公18年
  - 燕 - 頃侯2年
- 朝鮮
  - 檀紀1545年
- ユダヤ暦 : 2972年 - 2973年

## できごと
- 周の宣王が姜氏の戎を攻撃して、千畝で敗れた。宣王は南国の兵を失ったことから、太原で民から兵を徴募した。